# Сабанг

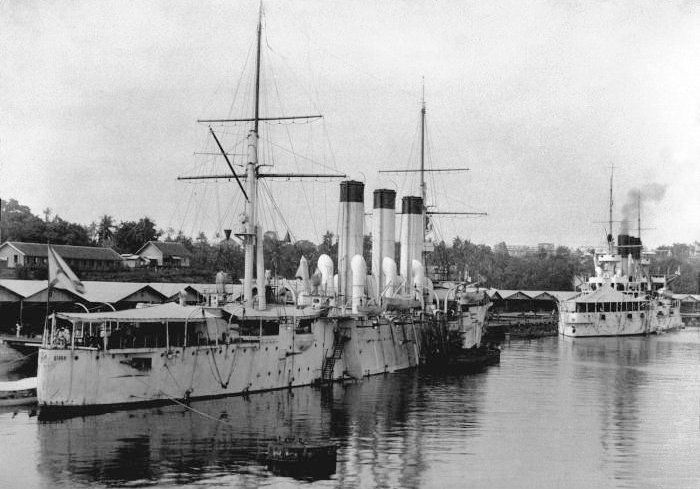
Российский бронепалубный крейсер «Диана» в гавани Сабанга (1903)

Сабанг (индон. Sabang) — город на острове Суматра, в Индонезии.
Сабанг находится на крайнем северо-западе Суматры, в провинции Ачех, на островке Вех. Является одновременно самым северным и самым западным городом Индонезии. Административно разделён на два района — Сукакарья и Сукаджая. Морской порт.
В распространённом в Индонезии выражении Dari Sabang sampai Merauke (от Сабанга до Мерауке) обозначается «на всей территории Индонезии» (Мерауке — самый восточный город Индонезии на западной части острова Новая Гвинея).